# Burçin Terzioğlu
Burçin Terzioğlu  (Istanbul, Turska - 9. ožujka 1980.) turska je filmska i televizijska glumica. Najpoznatija je po ulozi Azad Karaeski Kırgız u turskoj TV seriji Ezel.

## Privatni život
Udana je za turskog glumca Murata Yildirima, poznatog po ulozi Savaša Baldara u seriji Ljubav i kazna. Njihov brak je trajao do 2014. godine 

## Filmografija
| Godina        | Naslov                 | Uloga                |
| ------------- | ---------------------- | -------------------- |
| 2013.         | Merhamet               | Deniz                |
| 2010. – 2011. | Ezel                   | Azad Karaeski Kırgız |
| 2009.         | Ey Aşk Nerdesin        | Zelis                |
| 2008.         | Çemberin Dışında       | Laçin Sürmen         |
| 2006.         | Fırtına                | Zeynep               |
| 2005.         | Anne babamla evlensene | -                    |
| 2004.         | Kadın isterse          | Demet                |
| 2004.         | Aliye                  | Ümit                 |
| 2004.         | Melekler Adası         | Ceren                |
| 2003.         | Taştan kalp            | Özlem                |
| 2002.         | Kınalı Kar             | Pınar Beyoğlu        |
| 2002.         | Üzgünüm Leyla          | -                    |
| 1998.         | Sırılsıklam            | -                    |
| 1995.         | Çiçek taksi            | Sinem                |
| 1992.         | Mahallenin Muhtarları  | -                    |
| 1991.         | Menekşe Koyu           | -                    |
| 1990.         | Fazilet                | -                    |
| 1987.         | Yeniden Doğmak         | -                    |
| 1985.         | Çıplak Vatandaş        | -                    |
| 1985.         | Patron Duymasın        | -                    |